# Jelena Gadzsijevna Iszinbajeva
Jelena Gadzsijevna Iszinbajeva (oroszul: Елена Гаджиевна Исинбаева; Volgográd, 1982. június 3. –) kétszeres olimpiai bajnok, hétszeres világbajnok, kétszeres Európa-bajnok orosz rúdugrónő. A női rúdugrás világcsúcstartója, az első nő, aki 5 méter felett tudott ugrani (azóta is, egyedül csak Jenn Suhrnak sikerült). Összesen 28 alkalommal állított fel új világcsúcsot és azon kevés atléták közé tartozik, akik mindhárom korosztályban (ifjúsági-, junior és felnőtt) világbajnoki címmel büszkélkedhetnek. 2004-ben és 2005-ben őt választották az év női atlétájának, 2007-ben és 2009-ben, pedig Laureus-díjat nyert.

## Pályafutása

### 1998-2003
Ötéves  korában, húgával Innával egyetemben szülei beíratták a helyi sportiskolába, ahol a gimnasztika és a szertorna alapjait sajátították el. 
Edzője Jevgenyij Trofimov tanácsára 15 éves korában kezdett komolyabban foglalkozni a rúdugrással, és 6 hónappal később a moszkvai Ifjúsági Világjátékokon 4 méteres ugrásával utasította maga mögé a mezőnyt.
Az 1998-as junior atlétikai világbajnokságon mutatkozott be először nemzetközi szinten, és 390 centiméterrel a kilencedik helyet szerezte meg Annecyben.
Egy évvel később, Bydgoszcz-ban, 410 centiméterrel nyerte meg az ifjúságiak világversenyét, így már ifjúsági világbajnokként indulhatott a junior Európa-bajnokságon, ahol az ötödik helyen végzett.
Karrierje folyamatosan ívelt felfelé, ezt bizonyítja a 2000-es junior világbajnoki-, valamint a 2001-es junior Európa-bajnoki címe.
2003-ban a 23 éven aluliak Európa-bajnokságán 4.65 méterrel lett első, viszont az aranyérmet, még egy világcsúccsal (482 cm) is kiegészítette, amit Gatesheadben teljesített.
A 2003-as világbajnokságon, Párizsban, már első számú favoritként számítottak rá, de a  hazai rivális Szvetlana Feofanova és a német Annika Becker mögött, egy bronzéremmel kellett megelégednie.

### 2004-2009
Iszinbajeva 2004 és 2009 között minden nagy világeseményt győzelemmel zárt. Veretlen sorozatának köszönhetően a női rúdugrás egyeduralkodójává vált.

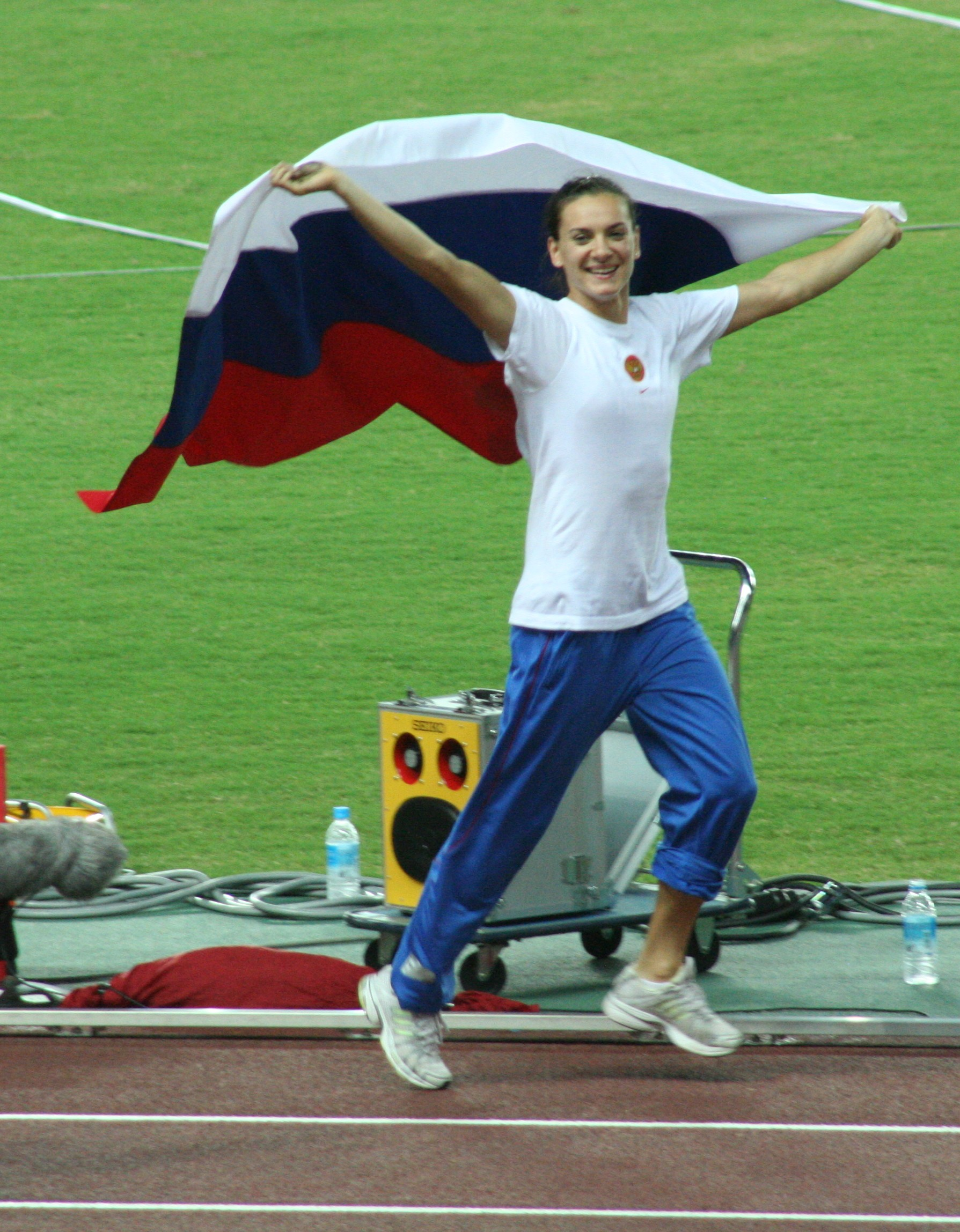
A 2007-es oszakai világbajnoki győzelem ünneplése

Előbb Athénban, élete első olimpiáján, 4.91 méteres ugrásával lett olimpiai bajnok és világcsúcstartó, majd négy világdöntőn (2004, 2005 Monaco, 2006, 2007 Stuttgart), két szabadtéri- (Helsinkiben, majd Oszakában), és három fedett pályás világbajnokságon (Budapest, Moszkva, Valencia) is a dobogó legfelsőbb fokára állhatott.
Első megszerzett európa-bajnoki címét Madridban, egy szabadtéri 2006-os, göteborgi aranyéremmel egészítette ki, ahol a kvalifikáción csak a hetedikként tudott továbbjutni, de a döntőben ugrott 480 centiméteres magasságot nem tudta felülmúlni egyetlen vetélytársa sem.
2008. július 29-én, a világkupa monacói versenyén 5.04 métert ugrott, amivel újabb világrekordot állított fel.
A pekingi olimpián magabiztosan szerezte meg az aranyérmet, újabb (5.05 m) világcsúccsal.

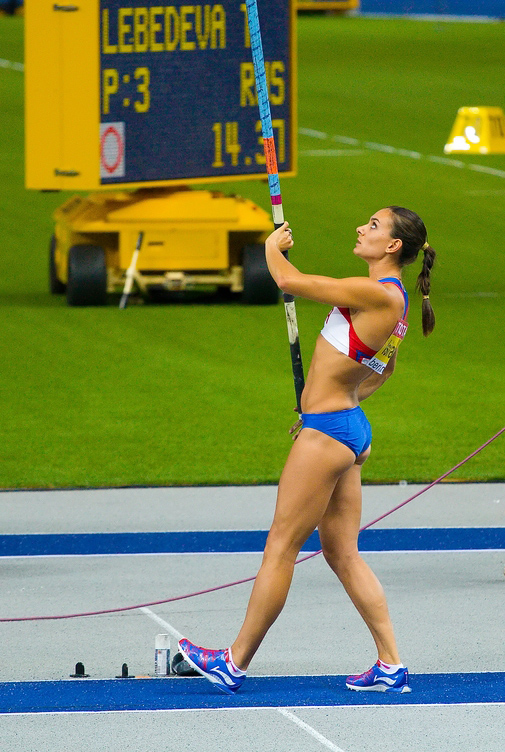
Iszinbajeva 2009-ben, Berlinben

A 2009-es berlini világbajnokságon érvényes kísérlet nélkül esett ki a döntőből, de a kudarc ellenére augusztusban, a zürichi Golden League versenyen 506 centimétert ugrott, mellyel a mai napig tartja a női rúdugrás rekordját.

### 2010-2016

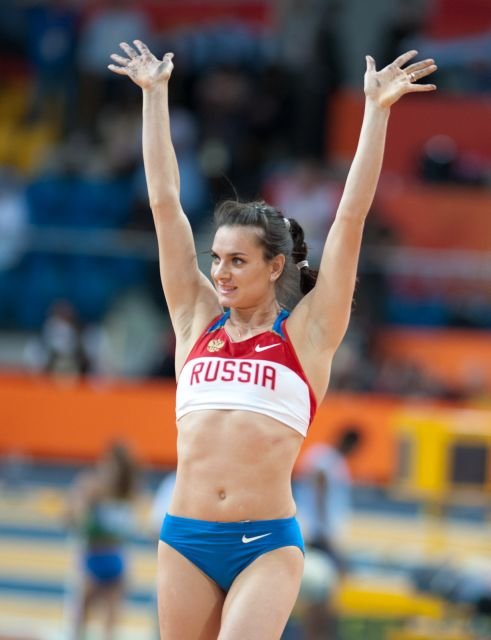
A 2010-es dohai világbajnokságon

A 2010-es dohai világbajnokságon nyújtott gyenge teljesítménye után, Elena úgy döntött, hogy egy kis szünetet iktat be karrierjébe és az egyéves pihenő után 2011-ben, 481 centiméterrel nyerte meg első hazai versenyét. Az augusztusi daegui világbajnokságról, viszont érem nélkül tért haza.

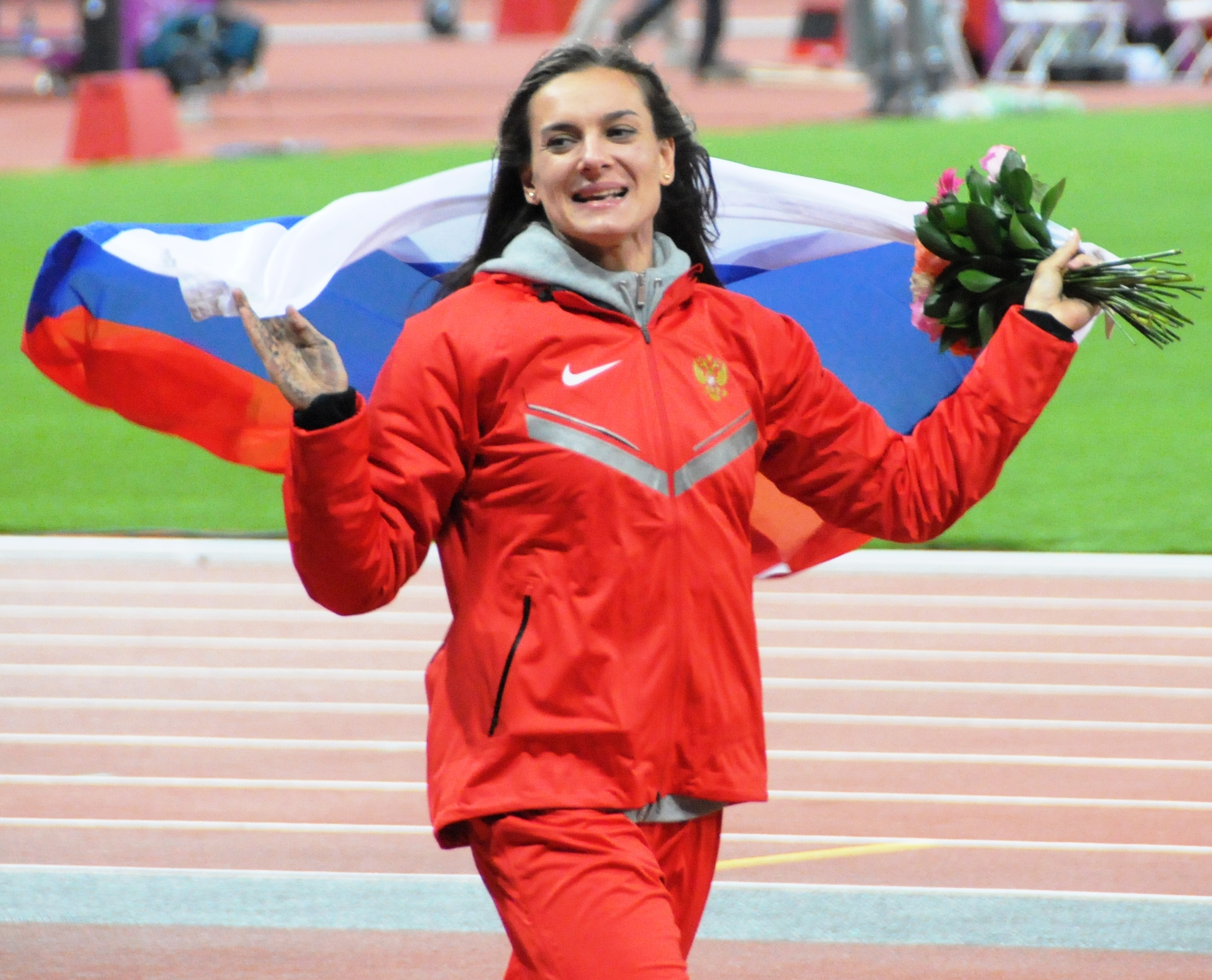
2012-ben a londoni olimpián.

2012. február 23-án, Stockholmban 501 centiméterrel fedett pályás világcsúcsot ért el, márciusban Isztambulban világbajnoki címet szerzett, így a londoni olimpiára nagy eséllyel indult, de eredményei csak a harmadik helyre voltak elegendőek.
A 2013-as moszkvai világbajnokságon hazai közönség előtt lett világbajnok, miután elsőre átugrotta a 489 cm-es magasságot. Ellenfeleinek ez nem sikerült, ezt követően Iszinbajeva az 507 cm-es világcsúccsal próbálkozott, de mindhárom kísérlete sikertelen volt.
A moszkvai világbajnokság előtt, többször is utalt rá, hogy befejezi pályafutását és szeretne gyermeket vállalni. Kislánya születése után, azonban 2015. február 12-én bejelentette, hogy folytatja karrierjét.
A 2016-os riói olimpián nem indulhatott, mert a Nemzetközi Sportdöntőbíróság elutasította az orosz atléták fellebbezését az orosz sportolókat érintő doppingbotránnyal kapcsolatban. A riói olimpia helyszínén augusztus 18-án beválasztották a NOB sportolói bizottságába, majd egy másnap tartott sajtótájékoztatón bejelentette visszavonulását.

### Világrekodjai
Pályafutása alatt szabadtéren 15 alkalommal, fedett pályán pedig 13-szor döntött rekordot.
| Magasság | Helyszín              | Dátum               |
| -------- | --------------------- | ------------------- |
| 4.82 m   | Gateshead, Anglia     | 2003. július 14.    |
| 4.87 m   | Gateshead, Anglia     | 2004. június 27.    |
| 4.89 m   | Birmingham, Anglia    | 2004. július 25.    |
| 4.90 m   | London, Anglia        | 2004. július 30.    |
| 4.91 m   | Athén, Görögország    | 2004. augusztus 24. |
| 4.92 m   | Brüsszel, Belgium     | 2004. szeptember 3. |
| 4.93 m   | Lausanne, Svájc       | 2005. július 5.     |
| 4.95 m   | Madrid, Spanyolország | 2005. július 16.    |
| 4.96 m   | London, Anglia        | 2005. július 22.    |
| 5.00 m   | London, Anglia        | 2005. július 22.    |
| 5.01 m   | Helsinki, Finnország  | 2005. augusztus 12. |
| 5.03 m   | Róma, Olaszország     | 2008. július 11.    |
| 5.04 m   | Monaco                | 2008. július 29.    |
| 5.05 m   | Peking, Kína          | 2008. augusztus 18. |
| 5.06 m   | Zürich, Svájc         | 2009. augusztus 28. |

| Magasság | Helyszín               | Dátum             |
| -------- | ---------------------- | ----------------- |
| 4.81 m   | Doneck, Ukrajna        | 2004. február 15. |
| 4.83 m   | Doneck, Ukrajna        | 2004. február 15. |
| 4.86 m   | Budapest, Magyarország | 2004. március 6.  |
| 4.87 m   | Doneck, Ukrajna        | 2005. február 12. |
| 4.88 m   | Birmingham, Anglia     | 2005. február 15. |
| 4.89 m   | Liévin, Franciaország  | 2005. február 18. |
| 4.90 m   | Doneck, Ukrajna        | 2005. február 26. |
| 4.91 m   | Madrid, Spanyolország  | 2005. március 6.  |
| 4.93 m   | Doneck, Ukrajna        | 2006. február 12. |
| 4.95 m   | Doneck, Ukrajna        | 2007. február 10. |
| 4.97 m   | Doneck, Ukrajna        | 2008. február 16. |
| 5.00 m   | Doneck, Ukrajna        | 2009. február 15. |
| 5.01 m   | Stockholm, Svédország  | 2012. február 23. |

## Egyéb szereplései
Jelena a 2010-es Szingapúrban megrendezett I. Ifjúsági olimpia nagykövete volt.
A 2014-es téli olimpia központi falujának jelképes polgármestereként tevékenykedett Szocsiban.
Az Adidas sportszergyár, és a Toshiba elektronikai vállalat reklámarca.

## Magánélete
Édesapja dagesztáni (tabaszaran), Gadzsi Gadzsijevics Iszinbajev, édesanyja Natalja Petrovna Iszinbajeva orosz születésű. Egy húga van, Inna.
Az orosz hadsereg tagja, valamint az országos versenyeken a katonai csapat képviselője. 2005. augusztus 4-én, főhadnagyi ranggal tüntették ki.
Szabadidejében szeret olvasni, a filozófia és az orosz történelem kedvelője. Tekintélyes delfin figura gyűjteménnyel rendelkezik.
2014. június 28-án adott életet Eva nevű gyermekének, kinek édesapja Nikita Petinov gerelyhajító. Esküvőjüket az év december 12-én tartották.